# 新北市新莊區光華國民小學
新北市立新莊區光華國民小學，簡稱光華國小，位於台灣新北市新莊區西盛。

## 創校歷史
- 1986年5月 奉命籌設新莊市第十國小
- 1987年8月 劉登美女士正式宣誓就任為該校首任校長
- 1988年5月 第一期校舍奠基典禮
- 1988年12月 第二期校舍工程奠基典禮
- 1989年9月 正式招收學生約2500人借民安國小上課
- 1989年12月 第一期校舍落成典禮
- 1990年1月 舉行第三期校舍工程奠基典禮
- 1991年8月 該校整體工程興建完成
- 1995年8月 第二任校長葉瑞芬交接就任典禮
- 1999年11月 該校新建教學大樓八德樓落成典禮
- 2000年8月 第三任校長李漢敦交接就任典禮
- 2008年8月 第四任校長蕭茂生就任
- 2010年10月 校園圍牆整修完成
- 2012年2月 沈玉芬代理校長到任
- 2012年8月 第五任校長林惠珍到任
- 2020年8月 第六任校長洪中明到任
- 2021年6月 取消畢業考，畢業典禮採線上直播

## 校隊
空手道、管樂團、武術、棒球、羽球、田徑、直笛團

### 學生社團音樂性
- 管樂團
- 直笛團
- 合唱團
- 大鼓隊
- 國樂團

### 體育性質
- 木球隊
- 武術隊
- 棒球隊
- 羽球隊
- 田徑隊

### 藝文性質
- 寫作班
- 圍棋班
- 數學菁英班
- 美語班

## 建築
校舍分三期興建，八棟大樓分別命名為：
- 一心樓
- 二聖樓
- 三民樓
- 四維樓
- 五育樓
- 六藝樓
- 七賢樓
- 八德樓

## 重要幹部

### 歷任校長
| 任次           | 校長姓名 | 起訖時間             | 備註                                        |
| -------------- | -------- | -------------------- | ------------------------------------------- |
| 籌備校長       | 簡而文   | 1987年8月            | -                                           |
| 首任           | 劉登美   | 1987年8月至1995年8月 | -                                           |
| 第二任         | 葉瑞芬   | 1995年8月至2000年8月 | -                                           |
| 第三任         | 李漢敦   | 2000年8月至2008年8月 | -                                           |
| 第四任         | 蕭茂生   | 2008年8月至2012年1月 | 奉教育局101.01.18函示改調教育局支援行政服務 |
| 第四任代理校長 | 沈玉芬   | 2012年1月至2012年8月 | -                                           |
| 第五任         | 林惠珍   | 2012年8月至2020年8月 | -                                           |
| 第六任         | 洪中明   | 2020年8月至今        |                                             |

## 交通資訊
捷運
- 以下捷運站可轉成以下公車到光華國小
  - 捷運迴龍站:859、社巴F201、藍37、社巴F207
  - 捷運丹鳳站:藍2、802、802區、858(回程停靠)、799、663
  - 捷運輔大站:235、802、802區、842、845、859、618、639、663、799、800、藍2、社巴F201
  - 捷運新莊站:235、802、802區、842、845、859、618、639、663、799、藍2、社巴F201
  - 捷運頭前庄站:235、藍2、618、639、663、799
  - 捷運先嗇宮站:235、藍2、618、639、663、799
  - 捷運菜寮站:618、639
  - 捷運台北橋站:618、639
  - 捷運新埔站:802、802區、842、845
  - 捷運亞東醫院站:藍37
  - 捷運府中站:藍37
  - 捷運板橋站:藍37(在板橋公車站下)
  - 捷運西門站(西門市場):藍2、235、663、799
  - 捷運泰山貴和站:858
  - 捷運北門站:639
  - 捷運古亭站:235、663
  - 捷運大安森林公園站:235、663(在大安森林公園下，在以步行即可抵達)
  - 捷運信義安和站:235、663
  - 捷運忠孝敦化站:235、663
  - 捷運國父紀念館站:235、663(在國父紀念館下，在以步行即可抵達)

台鐵
- 以下台鐵站可轉成以下公車到光華國小
  - 台鐵板橋車站:藍37(在板橋公車站下)
  - 台鐵樹林車站:802、858、859、639、800
  - 台鐵南樹林車站:802
  - 台鐵山佳車站:802

高鐵
- 以下高鐵站可轉成以下公車到光華國小
  - 高鐵板橋站:藍37(在板橋公車站下)

公車
- 以下公車皆可到達光華國小 
  - 首都客運235   新莊-國父紀念館
  - 首都客運618   新莊-士林
  - 三重客運639   樹林-北門
  - 首都客運663   新莊-國父紀念館
  - 指南客運799   樹林-台北
  - 指南客運800   樹林-輔大
  - 首都客運802   三峽-捷運新埔站
  - 首都客運802區 新莊-捷運新埔站
  - 首都客運842   新莊-捷運新埔站
  - 首都客運845   新莊-捷運新埔站
  - 三重客運858   樹林-林口長庚醫院
  - 三重客運859   泰山-樹林
  - 首都客運藍2   新莊-西門
  - 三重客運藍37  迴龍-板橋公車站
  - 社區巴士F201  新莊區公所-新莊福德宮(在西盛龍安路口書館下，以步行即可抵達)

## 外部連結
- 新北市光華國小網站
- 新北市光華國小英文網站[永久]
- 新北市光華國小舊網站
- 新北市光華國小模範生網站[永久]
- 新北市光華國小圖書館網站[]
- 舊校園公告[永久]